# Ancenis-Saint-Géréon
Ancenis-Saint-Géréon község Franciaország Loire mente régiójában, Loire-Atlantique megyében. Új községként 2019. január 1-jén jött létre Ancenis és Saint-Géréon község egyesítésével. Lakosainak száma 11 346 fő (2022. január 1.).

## Népesség
| Lakosok száma | 10 595 | 10 802 | 11 012 | 11 037 | 11 081 | 11 099 | 11 346 |
|               | 2016   | 2017   | 2018   | 2019   | 2020   | 2021   | 2022   |